# Pseudomyrmex lynceus
A formiga arborícola (Pseudomyrmex lynceus) é uma espécie de formiga de cor uniformemente negra e forma alongada, de uns 5 mm de comprimento, própria do Chile
Possui hábitos arborícolas.
No Chile distribui-se entre a região de Atacama e a região do Biobio.